# Bulbophyllum brassii
Bulbophyllum brassii là một loài phong lan thuộc chi Bulbophyllum.